# مجهرية افتراضية
المجهرية الافتراضية هي طريقة لنشر صور المجهر على شبكات الكمبيوتر ونقلها عبر تلك الشبكات. وبهذا يستطيع عدد كبير من الأشخاص أن يعرضوا تلك الصور عرضًا مستقلاً في مختلف المواقع. وتنطوي المجهرية الافتراضية على توليف التقنيات المجهرية والرقمية. ويمكن أن يُحول استخدام المجاهر الافتراضية وجه أساليب التدريس التقليدية وذلك بالتخلص من الحاجة إلى الاعتماد على المساحة المادية والمعدات والعينات إلى نموذج عمل يعتمد فقط على الوصول إلى الإنترنت عبر الكمبيوتر. ويعزز هذا من راحة الوصول إلى مجموعات الشرائح ويجعل الشرائح متاحة أمام قطاع عريض من الأفراد. كما تتميز الشرائح الرقمية بدرجة وضوح عالية ومقاومة للتلف أو الكسر على مدار الزمان.
قبل التطورات التي حدثت مؤخرًا في المجهرية الافتراضية، كان من الشائع ترقيم الشرائح باستخدام أشكال عدة لجهاز الماسح الضوئي للأفلام، كما كانت دقة الصور نادرًا ما تتجاوز 5000 نقطة لكل بوصة. ولكن في الوقت الحالي، أصبح من الممكن الوصول إلى دقة تزيد عن 100 ألف نقطة لكل بوصة؛ وهي دقة تقترب من الدقة التي يمكن رؤيتها تحت المجهر البصري. ومع ذلك، فلهذه الزيادة في دقة المسح الضوئي تكلفة باهظة؛ ففي حين تترواح تكلفة أجهزة المسح الضوئي التقليدية أو أجهزة المسح الضوئي للأفلام ما بين 200 إلى 600 دولار، فإن تكلفة الماسح الضوئي للشرائح بدقة 100 نقطة لكل بوصة تتراوح من 80 ألف إلى 200 ألف دولار.

## كتابات أخرى
- McCullough، Bruce؛ Ying، Xiaoyou؛ Monticello، Thomas؛ Bonnefoi، Marc (2004). "Digital Microscopy Imaging and New Approaches in Toxicologic Pathology". Toxicologic Pathology. ج. 32 ع. 5: 49. DOI:10.1080/01926230490451734.
- Potts، Steven J. (2009). "Digital pathology in drug discovery and development: Multisite integration". Drug Discovery Today. ج. 14 ع. 19–20: 935–41. DOI:10.1016/j.drudis.2009.06.013. PMID:19596461.
- Potts، Steven J.؛ Young، G. David؛ Voelker، Frank A. (2010). "The role and impact of quantitative discovery pathology". Drug Discovery Today. ج. 15 ع. 21–22: 943–50. DOI:10.1016/j.drudis.2010.09.001. PMID:20946967.
- Zwönitzer، Ralf؛ Kalinski، Thomas؛ Hofmann، Harald؛ Roessner، Albert؛ Bernarding، Johannes (2007). "Digital pathology: DICOM-conform draft, testbed, and first results". Computer Methods and Programs in Biomedicine. ج. 87 ع. 3: 181–8. DOI:10.1016/j.cmpb.2007.05.010. PMID:17618703.
- Kayser، Klaus؛ Kayser، Gian؛ Radziszowski، Dominik؛ Oehmann، Alexander (2004). "New Developments in Digital Pathology: from Telepathology to Virtual Pathology Laboratory". في Duplaga، Mariusz؛ Zieliński، Krzysztof؛ Ingram، David (المحررون). Transformation of Healthcare with Information Technologies. Studies in Health Technology and Informatics. IOS Press. ص. 61–9. ISBN:978-1-58603-438-2. ISSN:0926-9630. PMID:15718595.

## وصلات خارجية
- ViewsIQ - Interactive Virtual Microscopy Software for your own microscope
- Pixcelldata - Innovative Virtual Microscopy Software
- PathXL: Range of virtual microscopy software developed by Pathologists.
- Virtual Microscopy Slide Database
- Whole slide image analysis blog by Flagship Biosciences
- Free Virtual Microscope Web Application with automated image analysis
- Digital Pathology Blog
- Virtual Microscopy of the Brain
- Virtual Microscopy a Disruptive Technology?
- Holycross Cancer Center (Poland, Kielce) Pathomorphology Department virtual slides نسخة محفوظة 8 أكتوبر 2011 على موقع واي باك مشين.
- Digital medicine in the virtual hospital of the future
- Web-based Virtual Microscopy